# Sozi
Sozi è un software libero per creare presentazioni.

## Descrizione
Contrariamente alla maggior parte degli altri programmi di presentazione Sozi non si basa su una sequenza di immagini ma su un'unica tela virtuale in formato Scalable Vector Graphics (SVG). Quest'ultima contiene tutte le immagini e tutti i testi che si vogliono presentare e deve essere preparata anticipatamente con un programma adatto, preferibilmente con Inkscape.
Sulla tela di base per mezzo di Sozi si creano gli zoom, le rotazioni e gli spostamenti adatti a focalizzare l'attenzione degli spettatori sugli elementi che si vuole mettere in evidenza.
Infine la presentazione viene salvata in formato html e può essere proiettata con un browser come Firefox, Opera o Google Chrome.
Inkscape è multipiattaforma e il suo sviluppo è particolarmente focalizzato per i sistemi GNU/Linux.